# Marcela Iacub

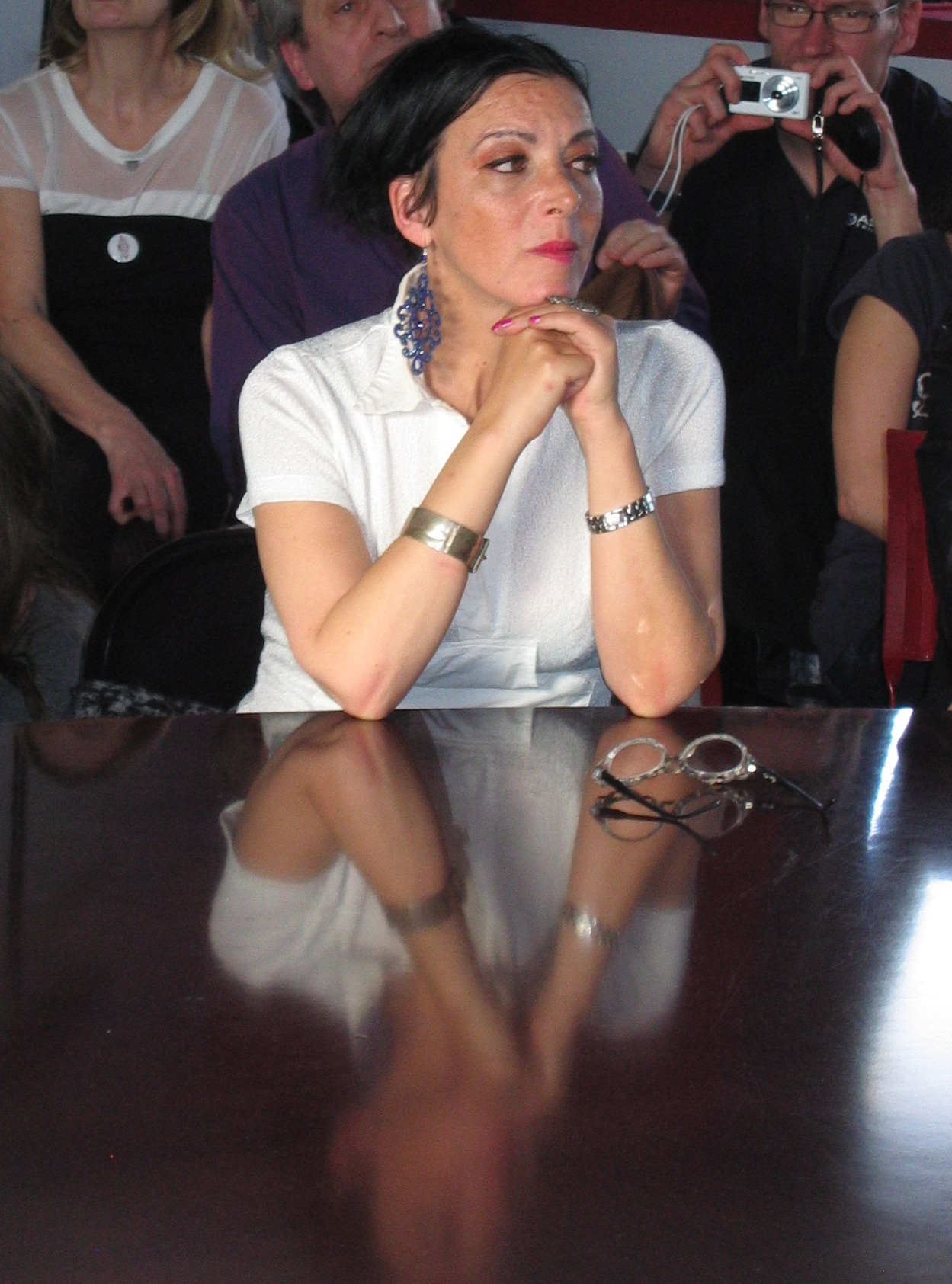
Marcela Iacub

Marcela Iacub (* 1964 in Buenos Aires, Argentinien) ist eine argentinisch-französische Autorin, Rechtsanwältin und Forscherin.

## Leben
Marcela Iacub begann in Argentinien eine juristische Ausbildung, die sie dank eines Stipendiums ab 1989 in Paris fortsetzen konnte. Sie erwarb das Diplôme d’études approfondies bei Yan Thomas  und promovierte an der École des Hautes Études en Sciences Sociales (EHESS) beim Arbeitsrechtler Antoine Lyon-Caen. Beim CNRS arbeitete sie als wissenschaftliche Angestellte und wurde Mitglied im „Laboratoire de démographie et d'histoire sociale“ der EHESS. Iacub war mit dem Philosophen Patrice Maniglier verheiratet.
Iacub schreibt als Publizistin zu zeitgeistigen Themen wie Vegetarismus, Künstliche Befruchtung, Sexualmoral, Pornographie,  Frauenrechte, Adoptionsrechte für gleichgeschlechtliche Paare und beteiligt sich meinungsstark an öffentlichen Debatten. Sie schreibt regelmäßig Kolumnen in der Zeitung Libération. Iacub produzierte auch Fernsehfeatures. Im Kino-Thriller La femme du Vème von Paweł Pawlikowski spielte sie 2011 eine Nebenrolle.
Eine eigenwillige Apologie der Sex-Affären des Politikers Dominique Strauss-Kahn erschien im Januar 2012 mit ihrer Schrift Une société de violeurs ?. Die beiden hatten 2012 eine von ihr eingefädelte mehrmonatige Liaison, die nach ihrer Beendigung von Iacub skandalträchtig in dem autofiktional gehaltenen Roman Belle et Bête verarbeitet wurde, was Strauss-Kahn zu medienwirksam gerichtlichen Schritten gegen den Vorabdruck und die Buchveröffentlichung provozierte. Iacub und ihr Verlag wurden wegen Verstößen gegen das Persönlichkeitsrecht zu Schadenersatz und zu Auflagen bei der Publikation des Buches verurteilt, und das Magazin Nouvel Observateur, das Auszüge vorab gedruckt hatte, zu einer Geldzahlung und einer Gegendarstellung.

## Schriften (Auswahl)
- Belle et Bête, Paris, Stock, 2013, ISBN 978-2-234-07490-3
- Confessions d’une mangeuse de viande. Paris, Fayard, 2011, ISBN 978-2-21-366242-8
- Une société de violeurs ? Paris, Fayard, 2011, ISBN 978-2-213-66835-2
- De la pornographie en Amérique : La liberté d'expression à l'âge de la démocratie délibérative. Paris, Fayard, 2010, ISBN 978-2-21-364437-0
- mit Christian Ingrao, Michael Burawoy: Consentir : domination, consentement et déni. Lyon, ENS 2008
- Par le trou de la serrure : Une histoire de la pudeur publique, XIX-XXIe siècle. Paris, Fayard, 2008, ISBN 978-2-21-363399-2
- Une journée dans la vie de Lionel Jospin. Paris, Fayard, 2006, ISBN 978-2-21-362867-7
- mit Patrice Maniglier: Antimanuel d'éducation sexuelle. Paris, Bréal, 2005, ISBN 978-2-74-950540-4
- Bêtes et victimes : et autres chroniques de Libération. Paris, Stock, 2005, ISBN 978-2-23-405755-5
- Aimer tue : roman psychologique. Paris, Stock, 2005, ISBN 978-2-23-405812-5
- L'Empire du ventre : Pour une autre histoire de la maternité. Paris, Fayard, 2004, ISBN 978-2-21-362118-0
- mit Patrice Maniglier: Famille en scènes : bousculée, réinventée, toujours inattendue. Paris, Autrement, 2003
- Le crime était presque sexuel : et autres essais de casuistique juridique. Paris, Flammarion, 2002, ISBN 978-2-08-080055-8
- Penser les droits de la naissance. Paris, Presses Universitaires de France, 2002, ISBN 978-2-13-051648-4
- Qu'avez-vous fait de la libération sexuelle ?. Paris, Flammarion, 2002, ISBN 978-2-08-210227-8
- mit Pierre Jouannet: Juger la vie. Paris, La Découverte, 2001, ISBN 978-2-70-713558-2
- mit Daniel Borrillo, Éric Fassin (Hrsg.): Au-delà du PACS : L’expertise familiale à l’épreuve de l’homosexualité. Paris, PUF, 1999, ISBN 978-2-13-051990-4
- Le Corps de la personne. Paris, 1993, Dissertation EHESS